# Station Briouze
Station Briouze is een spoorwegstation in de Franse gemeente Briouze.
Het is gelegen op 212 m hoogte aan kilometerpaal 29 van de lijn Argentan - Granville. Het was tevens het beginpunt van de - thans afgeschafte - lijn naar La Ferté-Macé.
Het station werd in gebruik genomen op 2 juli 1866 samen met het traject Argentan - Flers.
Tot 1992 kon men hier overstappen op treinen die de verbinding Briouze - Bagnoles-de-l'Orne verzekerden.
In 2011 kan men de sporen daarvan nog zien langs het perron A. De verbinding zelf gebeurt nu per bus.